# San Francisco Teopan
San Francisco Teopan è un comune del Messico, situato nello stato di Oaxaca.